# Celosterna fabricii
Celosterna fabricii là một loài bọ cánh cứng trong họ Cerambycidae.